# Красний Кордон (Алтинсаринський район)
Красний Кордо́н (каз. Красный Кордон) — село у складі Алтинсаринського району Костанайської області Казахстану. Адміністративний центр та єдиний населений пункт Краснокордонського сільського округу.
Населення — 848 осіб (2021; 976 у 2009, 1049 у 1999, 972 у 1989).